# 8. Streichquartett (Beethoven)

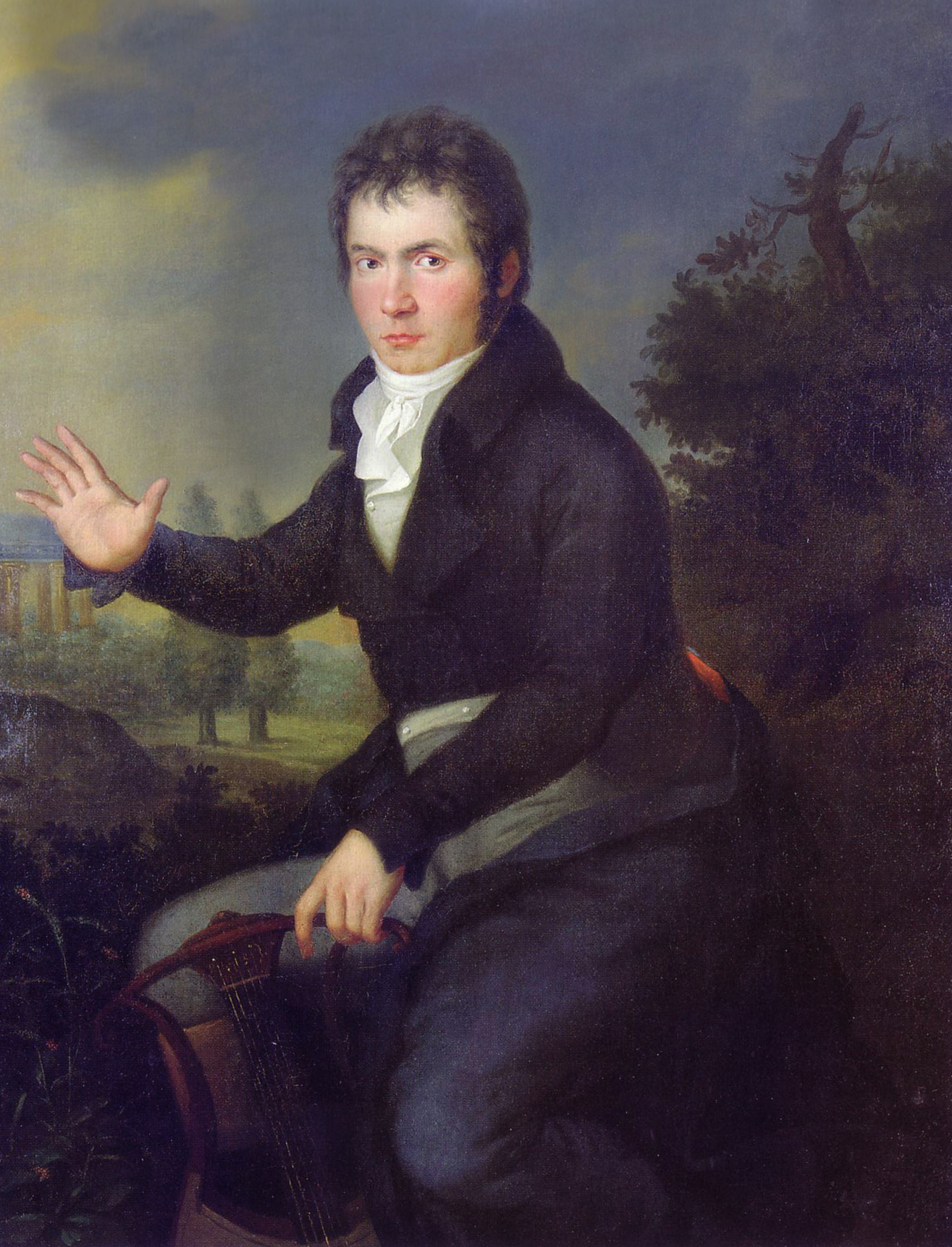
Beethoven-Porträt von Joseph Mähler aus dem Jahr 1804.

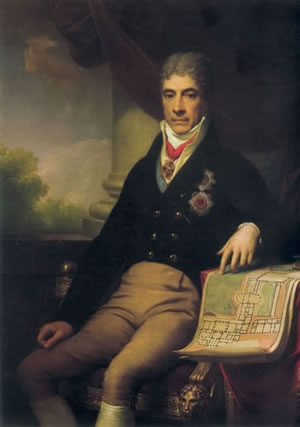
Andrei Kirillowitsch Rasumowski, Widmungsträger und Namensgeber der Quartette op. 59, auf einem Gemälde von Johann Baptist von Lampi

Das Streichquartett Nr. 8 e-Moll op. 59,2 ist ein Streichquartett von Ludwig van Beethoven. Es entstand im Jahr 1806 als zweites der drei Rasumowsky-Quartette, die unter der Opusnummer 59 zusammengefasst wurden; während das Streichquartett Nr. 7 F-Dur op. 59,1 im Juli 1806 vollendet wurde, arbeitete Beethoven an op. 59,2 und op. 59,3 parallel weiter und vollendete diese im November 1806.
Der Beiname der Quartette ist durch deren Auftraggeber bedingt, den russischen Diplomaten und Beethoven-Förderer Andrei Kirillowitsch Rasumowski. Aufgrund ihres russischen Duktus werden die Quartette auch Russische Quartette genannt.

## Satzbezeichnungen
1. Satz: Allegro (e-Moll)
2. Satz: Molto Adagio. Si tratta questo pezzo con molto di sentimento (E-Dur)
3. Satz: Allegretto-Maggiore. Thème russe (e-Moll)
4. Satz: Finale: Presto (e-Moll)

## Zur Musik
Die Tonart dieses Quartetts, e-Moll, wurde zu Beethovens Zeit sehr selten eingesetzt. Ein dementsprechend seltenes Beispiel für den Einsatz dieser Tonart wäre Wolfgang Amadeus Mozarts Violinsonate KV 304 von 1778, während Joseph Haydn die Popularität dieser Tonart mit dem Einsatz in seiner Sinfonie Nr. 44 in e-Moll („Trauersinfonie“) steigern konnte. Beethoven selbst verwendete die Tonart e-Moll neben dem Quartett op. 59,2 nur noch in seiner Klaviersonate Nr. 27 e-Moll op. 90 sowie in einzelnen Sätzen, und zwar dem Allegretto der Klaviersonate Nr. 9 E-Dur op. 14,1 und dem Andante aus dem Klavierkonzert Nr. 4 G-Dur op. 58.
Die „Rasumowsky“-Quartette sind derart gestaltet, dass das mittlere Quartett in Moll steht und von zwei Dur-Quartetten umrahmt wird. Dies sollte sich später bei den drei für den russischen Fürsten Nikolai Borissowitsch Golizyn komponierten Quartetten wiederholen.

### Erster Satz
Nachdem das vorhergehende Quartett op. 59,1 in F-Dur geendet hatte, beginnt op. 59,2 im ersten Satz nun einen halben Ton tiefer.
Der Satz wird von zwei Akkordschlägen und einer Generalpause eingeleitet, worauf das Hauptthema, bestehend aus Dreiklangmotiv und abstürzenden Sechzehnteln, folgt. Im Laufe des Satzes erscheinen die beiden Akkordschläge 26 Mal und der Generalpausentakt 19 Mal. Begleitet wird es von einem aus Trillern bestehenden Seitenthema im 6/8-Takt. Das Seitenthema der Exposition spielt praktisch keine Rolle.
Die Durchführung beginnt ebenfalls mit Akkordschlägen und variiert das Hauptthema des Satzes ins Unkenntliche.
Im Gegensatz zu der in op. 59,1 ausgedrückten Entwicklung stellt der Kopfsatz von op. 59,2 eine sich stetig wiederholende Ziellosigkeit da, demzufolge Beethoven neben der Exposition auch Durchführung und Reprise wiederholt wissen wollte. Dies wird jedoch heutzutage kaum beachtet – zu Lasten der Symmetrie, da Exposition und Reprise exakt gleich lang sind.

### Zweiter Satz
Zur Komposition des zweiten Satzes wurde Beethoven nach eigener Aussage durch den Anblick des Sternenhimmels inspiriert. Laut Beethovens Schüler Carl Czerny geschah dies, „als er einst den gestirnten Himmel beobachtete und an die Harmonie der Sphären dachte“. Der Satz steht auch in einem entsprechenden Metronom-Tempo von 60 Vierteln pro Minute. Besonders zum Ausdruck kommt diese sphärenartige Ruhe in der Coda der Exposition; Hauptmerkmal dieser Coda sind kreisende Triolenketten.
Das Hauptthema dieses Molto Adagio ist einem Choral ähnlich, das Seitenthema ist marschartig punktiert. Das Hauptthema besteht aus halben Noten und enthält Anklänge an das B-A-C-H-Thema, wobei der letzte Ton aber kein h, sondern ein b ist. Der Fluss der Adagio-Stimmung findet im Adagio-Teil ihren Höhepunkt.

### Dritter Satz

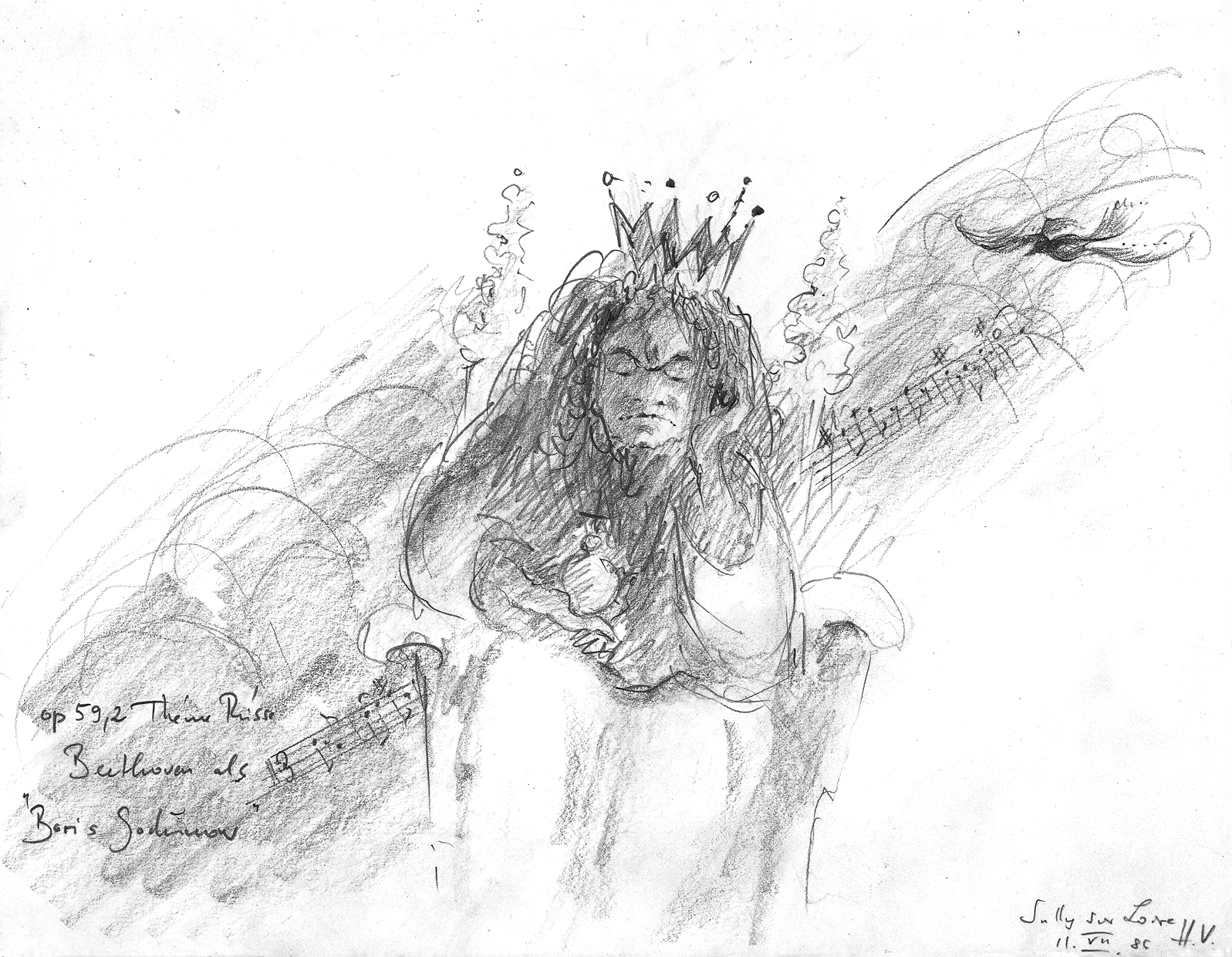
Thème russe – Beethoven als Boris Godunow; Bleistiftzeichnung von Hermann Voss, Bratscher des Melos Quartetts, 1986

Das tänzerische Thema des dritten Satzes beginnt mit Synkopen.
Das Trio-Maggiore enthält die spielerische Bearbeitung eines Themas, das auch aus der Krönungsszene von Modest Mussorgskys Oper Boris Godunow bekannt ist. Beethoven verwendete an dieser Stelle das russische Volkslied Sláva Bogu na nebe („Preis sei Gott im Himmel“) aus einer 1790 in Sankt Petersburg erschienenen Volksliedsammlung von Iwan Prach. In der Coda wird das Violoncello beim dritten Einsatz des Themas von der Viola unterbrochen. Als die Violinen dies auch tun, werden von den unteren Instrumenten mehrfach Dominante und Tonika wiederholt.
Der US-amerikanische Musikwissenschaftler Joseph Kerman vermutete, Beethoven hätte sich auf diese Weise an Rasumowski, einem gebürtigen Russen, rächen wollen, weil dieser ihn dazu gedrängt hätte, bei der Komposition des Quartetts auf das russische Volkslied zurückzugreifen. Im Gegensatz dazu demonstriert er nun, wie tiefgehend man das Thema kontrapunktisch bearbeiten kann. Nach Meinung von Carl Czerny dagegen sind Beethovens Harmonieverstöße „Kinder eines genialen Mutwillens und einer bizarren Laune, die ihn sehr oft beherrschten“.
Beethovens Vorgehensweise, kompositorische Regeln dem Ausdruck seiner Empfindungen unterzuordnen, führte dazu, dass seine Zeitgenossen den Einsatz seiner Stilmittel als Regelverstöße und Kompositionsfehler missverstanden. So heißt es, der Wiener Musiktheoretiker Simon Sechter habe sogar das Trio des dritten Satzes neu komponiert. Hierzu berichtet Karl Holz, zweiter Geiger des Beethoven nahestehenden Schuppanzigh-Quartetts:

„Als ihm ein Verbesserungsversuch zum Trio des E-Moll-Quartetts gebracht wurde, weil es nicht stimmt, sagte er: ‚Weil sie es nicht im Generalbaß finden, so meinen sie, es stimme nicht‘ – sah sein Manuskript nach und sagte, es sei richtig und stimme. Auf den Einwurf, er habe es wohl nicht mehr gehört, sagte er: ‚Ach was, hören – ich sehe es ja‘.“

### Vierter Satz
Das Final-Rondo des vierten Satzes ist gekennzeichnet durch ein tänzerisches Thema, das beinahe zur Gänze unbeeinflusst von der Sonatenform ist. Durch seinen Beginn in C-Dur und den verzögerten Übertritt nach e-Moll bereitet das Finale Beethovens nächstes Quartett vor.
Über die „schwebende Tonalität“ dieses Satzes – das Finale schwankt zwischen dem einleitenden C-Dur-Akkord und der e-Moll-Tonika und legt sich erst nach 50 Takten auf die Grundtonart e-Moll fest – schrieb Arnold Schönberg mit einem Anklang an Ironie: „Da es also gute klassische Muster gibt, muss ich mich nicht schämen, auch ähnliches aufzuweisen.“

## Wirkung
Das Quartett wurde gemeinsam mit den anderen „Rasumowsky“-Quartetten von Ignaz Schuppanzigh und dessen Streichquartett-Ensemble im Palais des Grafen Rasumowsky aufgeführt. Beethoven war von seiner Übersiedlung nach Wien bis zu seinem Tod im Jahre 1827 mit Schuppanzigh befreundet und pflegte den Musiker mit dem Spitznamen „Milord Falstaff“ zu bedenken. Möglicherweise durften Schuppanzigh und seine Musiker die Rasumowski-Quartette bereits in den ersten Monaten nach ihrer Entstehung, in dem der Diplomat als Auftraggeber noch die alleinigen Verwertungsrechte an den Werken hatte, öffentlich aufführen.
Wegen ihrer Komplexität stießen die Quartette op. 59 auf Unverständnis und Ablehnung. Im Lauf der Zeit wandelte sich die öffentliche Meinung über das Quartett. So schrieb auch die Allgemeine musikalische Zeitung noch im Jahre 1821, 15 Jahre nach der Entstehung des Werkes, nach einer (gelungenen) Aufführung: „Wer diese Composition kennt, muss eine gute Meinung von einem Publikum bekommen, dem man wagt, so etwas bedeutendes, aber doch unpopuläres vorzutragen. Mit merkwürdiger Stille lauschte alles denen, oft etwas bizarren Tönen, was nur eine so gelungene Ausführung bewirken konnte.“
Die Wiener Veröffentlichung des Quartetts op. 59,2 erfolgte gemeinsam mit den übrigen Rasumowski-Quartetten im Januar 1808 im „Schreyvogelschen Industriecomptoir“; die Veröffentlichungsreihenfolge der Quartette entspricht höchstwahrscheinlich auch der Reihenfolge ihrer Entstehung. 1809 veröffentlichte Simrock einen Nachdruck in Bonn; die erste Partiturausgabe der Quartette erfolgte erst im Jahr 1830.
Der Musikwissenschaftler Arnold Schering sah im op. 59,2 Parallelen zum Roman Flegeljahre von Jean Paul. So charakterisierte laut der von ihm verfassten Inhaltsangaben der erste Satz den eifersüchtigen, leidenschaftlichen Vult, der zweite Satz den träumerischen Bruder Walt, während der dritte Satz Winas und Walts Tanz beim Maskenball sowie der vierte Satz Winas und Vults Tanz beim Maskenball und dessen feuriges Liebesgeständnis schilderte.